# Дравіда Муннетра Каракам
Дравіда Муннетра Каракам (там. திராவிட முன்னேற்றக் கழகம; укр. федерація дравідського прогресу) — одна з двох провідних партій індійського штату Тамілнад. На федеральному рівні входить до складу урядового Об'єднаного прогресивного альянсу на чолі з Індійським національним конгресом. На регіональному рівні очолює урядовий Демократичний прогресивний альянс.

## Історія
Партія була утворена 1949 року. Від самого початку додержувалась ідей тамільського націоналізму, виступала проти «насильницького насадження» гінді у південних штатах. У 1950-их-1970-их роках висувала вимоги зі створення незалежної «дравідської» держави (на території сучасних штатів Тамілнад, Керала, Андхра-Прадеш, Карнатака). При цьому ДМК була і є світською партією, що також виступала проти пережитків кастової системи. 1957 року ДМК вперше взяла участь у виборах до регіонального й федерального парламентів, а 1967 року (після заворушень у Тамілнаді з приводу «гіндізації» штату) здобула нищівну перемогу над ІНК на виборах до асамблеї штату та здобула на федеральних виборах всі 25 місць із 25, на які претендувала. Лідер партії, Аннадураї, очолив уряд штату. Після цього федеральний уряд під керівництвом Індіри Ганді відмовився від планів «гіндізації», а ІНК більше ніколи не повертався до влади у штаті.
1969 року помер Аннадураї, через що загострилась внутрішньопартійна боротьба за владу. Уряд штату очолив Карунанідхі, однак його діяльністю на посту головного міністра виявились невдоволеними багато лідерів партії, в тому числі і впливовий і популярний у народних масах колишній актор — зірка тамільського кіно — Рамачандран. 1972 року він вийшов з лав партії, заснувавши нову — АДМК (ДМК імені Аннадураї; пізніше АІАДМК). На чергових регіональних виборах ДМК, тим не менше, зуміла здобути перемогу (завдяки підтримці ІНК), але 1977 року, коли в центрі на зміну уряду ІНК прийшов кабінет партії Джаната, він усунув уряд ДМК через численні звинувачення у корупції. На наступних виборах перемогу здобула АІАДМК, і ДМК упродовж наступних 10 років перебувала в опозиції. Однак розкол АІАДМК 1987 року (після смерті Рамачандрана) дозволив ДМК і Карунанідхі повернутись до влади. У той період ДМК зазнала гострої критики за підтримку ланкійської національно-визвольної організації «Тигри визволення Таміл-Іламу» (ТВТІ), якій було дозволено організувати «навчальні центри» на території штату. Більше того, ДМК надавала фінансову допомогу ТВТІ й гостро критикувала федеральний уряд за відправку індійських військ на Шрі-Ланку з миротворчою місією. Така позиція партії мала підтримку виборців Тамілнаду — але тільки до того, як 1991 року лідер ІНК і колишній прем'єр-міністр Раджив Ганді був підірваний смертницею, пов'язаною с ТВТІ, під час передвиборчого мітингу у Шріперумбудурі під Мадрасом (нині Ченнаї). На наступних регіональних виборах, за місяць після тієї події, ДМК зазнала нищівної поразки від коаліції АІАДМК-ІНК.
Після поразки 1991 року в ДМК посилилась критика в бік Карунанідхі. В результаті, 1996 року ДМК знову розкололась, і виникла нова партія МДМК під керівництвом Вайко. Однак Карунанідхі зберіг лідерство в ДМК, й після розколу спрямував усі зусилля на критику уряду АІАДМК під керівництвом Джаярама Джаялаліти. За ініціативою ДМК розслідувались численні справи з корупції та розтрат щодо головного міністра та членів уряду. Така тактика мала свої плоди: 1996 року ДМК обійшла АІАДМК на чергових виборах, і Карунанідхі втретє очолив уряд штату.
Однак уряд ДМК діяв не краще попереднього стосовно соціальних проблем штату. В результаті, вже на федеральних виборах 1998 року, коаліція АІАДМК-Бхаратія Джаната Парті здобула у Тамілнаді більше голосів, ніж коаліція ДМК-ІНК. На дострокових федеральних виборах 1999 року Джаялаліта об'єднувалась вже з ІНК, і ДМК залишалось лише оформити союз з БДП. ДМК знову здобула менше голосів, але успіх БДП на федеральному рівні дозволив ДМК стати членом урядової коаліції.
Тим не менше, підтримка ДМК у Тамілнаді продовжувала танути, й на регіональних виборах 2001 року АІАДМК повернулась до влади. На федеральних виборах 2004 року ДМК вступила до коаліції з ІНК, зосередившись під час передвиборчої компанії на проблемах малозабезпечених верств населення. Такий підхід, а також узгодження виборчих списків з лівими силами, дозволили ДМК впевнено виступити на виборах (ДМК здобула 16 місць у Лок Сабха, а АІАДМК — 0, при тому що ДМК отримала 7.5 мільйонів голосів, а АІАДМК — 8.5 мільйонів — таке можливо за умов мажоритарної виборчої системи, прийнятої в Індії) і стати третьою за величиною партією в урядовому Об'єднаному прогресивному альянсі.